# Пауль Ахіллес
Пауль Ахіллес (нім. Paul Achilles; 1 серпня 1890 — 1966) — німецький льотчик-ас, лейтенант-цур-зее кайзерліхмаріне.

## Біографія
Літав у складі морської фронтової ескадрильї з весни 1918 року, здобув дві перемоги, доки був призначений у вересні командиром морської польової винищувальної ескадрильї №5. До кінця жовтня 1918 року довів рахунок своїх перемог до восьми.
Після війни певний час працював на фабриці Гуго Юнкерса. Після Другої світової війни жив у своєму маєтку. Похований на цвинтарі Brackstedt (Німеччина), який не зберігся до наших днів.

## Нагороди
- Почесний хрест ветерана війни з мечами